# Lion in the Morning Sun
Lion in the Morning Sun is de debuutsingle van de Britse band Will and the People. Het nummer staat op hun debuutalbum Will and the People. De single werd vooral in Nederland een hit en bereikte in 2012 de top 10 van zowel de Single Top 100 als de Nederlandse Top 40.

## Hitnoteringen

### Nederlandse Top 40
| Hitnotering: 19-05-2012 t/m 08-09-2012 | Hitnotering: 19-05-2012 t/m 08-09-2012 | Hitnotering: 19-05-2012 t/m 08-09-2012 | Hitnotering: 19-05-2012 t/m 08-09-2012 | Hitnotering: 19-05-2012 t/m 08-09-2012 | Hitnotering: 19-05-2012 t/m 08-09-2012 | Hitnotering: 19-05-2012 t/m 08-09-2012 | Hitnotering: 19-05-2012 t/m 08-09-2012 | Hitnotering: 19-05-2012 t/m 08-09-2012 | Hitnotering: 19-05-2012 t/m 08-09-2012 | Hitnotering: 19-05-2012 t/m 08-09-2012 | Hitnotering: 19-05-2012 t/m 08-09-2012 | Hitnotering: 19-05-2012 t/m 08-09-2012 | Hitnotering: 19-05-2012 t/m 08-09-2012 | Hitnotering: 19-05-2012 t/m 08-09-2012 | Hitnotering: 19-05-2012 t/m 08-09-2012 | Hitnotering: 19-05-2012 t/m 08-09-2012 | Hitnotering: 19-05-2012 t/m 08-09-2012 | Hitnotering: 19-05-2012 t/m 08-09-2012 |
| Week:                                  | 1                                      | 2                                      | 3                                      | 4                                      | 5                                      | 6                                      | 7                                      | 8                                      | 9                                      | 10                                     | 11                                     | 12                                     | 13                                     | 14                                     | 15                                     | 16                                     | 17                                     |                                        |
| -------------------------------------- | -------------------------------------- | -------------------------------------- | -------------------------------------- | -------------------------------------- | -------------------------------------- | -------------------------------------- | -------------------------------------- | -------------------------------------- | -------------------------------------- | -------------------------------------- | -------------------------------------- | -------------------------------------- | -------------------------------------- | -------------------------------------- | -------------------------------------- | -------------------------------------- | -------------------------------------- | -------------------------------------- |
| Positie:                               | 17                                     | 17                                     | 14                                     | 11                                     | 9                                      | 9                                      | 9                                      | 9                                      | 9                                      | 9                                      | 10                                     | 10                                     | 10                                     | 13                                     | 17                                     | 20                                     | 31                                     | uit                                    |

### NederlandseSingle Top 100
| Hitnotering: 12-05-2012 t/m 29-09-2012 | Hitnotering: 12-05-2012 t/m 29-09-2012 | Hitnotering: 12-05-2012 t/m 29-09-2012 | Hitnotering: 12-05-2012 t/m 29-09-2012 | Hitnotering: 12-05-2012 t/m 29-09-2012 | Hitnotering: 12-05-2012 t/m 29-09-2012 | Hitnotering: 12-05-2012 t/m 29-09-2012 | Hitnotering: 12-05-2012 t/m 29-09-2012 | Hitnotering: 12-05-2012 t/m 29-09-2012 | Hitnotering: 12-05-2012 t/m 29-09-2012 | Hitnotering: 12-05-2012 t/m 29-09-2012 | Hitnotering: 12-05-2012 t/m 29-09-2012 | Hitnotering: 12-05-2012 t/m 29-09-2012 | Hitnotering: 12-05-2012 t/m 29-09-2012 | Hitnotering: 12-05-2012 t/m 29-09-2012 | Hitnotering: 12-05-2012 t/m 29-09-2012 | Hitnotering: 12-05-2012 t/m 29-09-2012 | Hitnotering: 12-05-2012 t/m 29-09-2012 | Hitnotering: 12-05-2012 t/m 29-09-2012 | Hitnotering: 12-05-2012 t/m 29-09-2012 | Hitnotering: 12-05-2012 t/m 29-09-2012 | Hitnotering: 12-05-2012 t/m 29-09-2012 | Hitnotering: 12-05-2012 t/m 29-09-2012 |
| Week:                                  | 1                                      | 2                                      | 3                                      | 4                                      | 5                                      | 6                                      | 7                                      | 8                                      | 9                                      | 10                                     | 11                                     | 12                                     | 13                                     | 14                                     | 15                                     | 16                                     | 17                                     | 18                                     | 19                                     | 20                                     | 21                                     |                                        |
| -------------------------------------- | -------------------------------------- | -------------------------------------- | -------------------------------------- | -------------------------------------- | -------------------------------------- | -------------------------------------- | -------------------------------------- | -------------------------------------- | -------------------------------------- | -------------------------------------- | -------------------------------------- | -------------------------------------- | -------------------------------------- | -------------------------------------- | -------------------------------------- | -------------------------------------- | -------------------------------------- | -------------------------------------- | -------------------------------------- | -------------------------------------- | -------------------------------------- | -------------------------------------- |
| Positie:                               | 25                                     | 26                                     | 23                                     | 10                                     | 13                                     | 15                                     | 11                                     | 13                                     | 14                                     | 14                                     | 14                                     | 11                                     | 16                                     | 26                                     | 28                                     | 24                                     | 38                                     | 49                                     | 51                                     | 68                                     | 81                                     | uit                                    |

### NPO Radio 2 Top 2000
| Nummer met noteringen in de NPO Radio 2 Top 2000 | '12 | '13  | '14  | '15  |
| ------------------------------------------------ | --- | ---- | ---- | ---- |
| Lion in the Morning Sun                          | 730 | 1235 | 1829 | 1848 |

1. ↑  Een vetgedrukt getal geeft de hoogste notering aan.
2. ↑  2012 was het eerste jaar met een notering voor dit nummer.
3. ↑  Deze tabel is bijgewerkt tot en met de laatste editie (2024).